# 高野小鹿
高野 小鹿（たかの ころく、1987年 -）は、静岡県出身の日本のライトノベル作家。法政大学社会学部社会学科卒業。第17回スニーカー大賞にて「彼女たちのメシがマズい100の理由」で優秀賞を受賞しデビュー。秋山瑞人、古橋秀之、志瑞祐を輩出した金原瑞人ゼミの出身者である。

## 作品

### ライトノベル

#### 角川スニーカー文庫
角川スニーカー文庫として発行。
オリジナル作品　
- 彼女たちのメシがマズい100の理由（イラスト：たいしょう田中）

1. 2012年8月31日発売
2. 2012年12月28日発売
3. 2013年4月27日発売
4. 2013年8月31日発売
5. 2013年12月28日発売
6. 2014年3月29日発売

- サングリア‐In the Dracuria earth‐（イラスト：だぶ竜）

1. Rの一族 2014年8月30日発売
2. 月黄泉‐MOON HADES‐ 2014年12月27日発売

- Hero and Daughter（原作：tachi、イラスト：吉沢メガネ）
  - Lv1からはじめる勇者奪還作戦 2015年6月30日
- 魔法とSkyTubeで生きていく（イラスト：文倉十）
  - 2015年8月29日発売

アンソロジー
- S WHITE スニーカー文庫25周年記念アンソロジー（「秋期限定パン食い競争事件」収録）
  - 2013年9月1日発売

#### オーバーラップノベルス
オーバーラップノベルスとして発行。
- 少女の空想庭園 〜わたし"たち"のファンタジア!!〜（原作：cosMo@暴走P/CHEMICAL SYSTEM LE、イラスト：茨乃）
  - 2015年12月25日発売

#### 講談社ラノベ文庫
講談社ラノベ文庫として発行。
- 奴隷姫と過ごす日々 〜蒼の姫と召喚英雄〜（イラスト：あずーる）
  - 2016年11月2日発売

#### オーバーラップ文庫
オーバーラップ文庫として発行。
- アズールレーン 〜綾波、ケッコンするです〜（イラスト：みれあ）
  - 2018年12月25日発売
- カーストクラッシャー月村くん（イラスト：magako）
  1. 2021年7月25日発売

#### 電撃文庫
電撃文庫として発行。
アンソロジー
- ソードアート・オンライン IF 公式小説アンソロジー（「at the Children's Steps」収録。イラスト：rin）
  - 2023年11月10日発売

### コミック
- 彼女たちのメシがマズい100の理由（作画：rin、キャラクター原案：たいしょう田中、月刊少年エース連載）※自作小説のコミカライズ
- デモンズ・クレスト（原作：川原礫、キャラクターデザイン：堀口悠紀子・柊こだち、作画：TOもえ、HxSTOON連載）※脚本を担当